# Faraday-állandó
A Faraday-állandó (F) egy mól elektron töltésének abszolút értéke, azaz F = 96485,3399(24) C/mol. A Faraday-állandó Michael Faraday után kapta a nevét, aki elsőként határozta meg az értékét.
A Faraday-állandó megkapható az Avogadro-szám és az elemi töltés szorzataként.
A kémiában és a fizikában ez az állandó az elektromos töltés nagyságát jelenti mól egységnyi elektronra vetítve.
A Faraday-állandó egyenlő az e elemi töltés (az elektron töltésének nagysága), szorozva 1 móllal:
A Faraday-állandó egyik gyakori felhasználása az elektrolízishez kapcsolódó számításokban történik. 
Az F értékét először úgy határozták meg, hogy megmérték a lerakódott ezüst mennyiségét egy olyan elektrokémiai reakcióban, amelyben egy ismert értékű áram adott ideig folyik, és a Faraday-féle elektrolízis törvényét alkalmazták.